# Nick Ayers

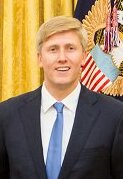
Nick Ayers, 2017

James Nicholas „Nick“ Ayers (* 16. August 1982) ist ein US-amerikanischer Politikberater. Er war von 2017 bis 2019 der Stabschef des Vizepräsidenten der Vereinigten Staaten, Mike Pence.

## Leben

### Kindheit, Jugend und Ausbildung
Ayers wuchs in Cobb County, Georgia auf. Seine Eltern ließen sich scheiden, als er 13 Jahre alt war. Als Jugendlicher arbeitete er neben der Schule in einer lokalen Bank. Im Jahr 2000 nahm er ein Studium an der Kennesaw State University auf. Seinen Bachelorabschluss in Politikwissenschaften erwarb Nick Ayers 2009.

### Politische Laufbahn
Nach eigener Aussage stand Ayers, der aus einer Demokratischen Familie stammte, als Jugendlicher dem Präsidenten Bill Clinton positiv gegenüber. Als Student trat er dann allerdings den Republikanern bei. In seiner Zeit an der Universität lernte er den Senator Sonny Perdue kennen, der gerade für das Amt des Gouverneurs von Georgia kandidierte. Ayers trat daraufhin seinem Wahlkampfteam bei. Auch in den folgenden Jahren beriet Ayers führende Republikaner und plante ihre Kampagnen. Bis 2011 arbeitete er für Tim Pawlenty, dann für Bruce Rauner und dann für Eric Greitens. 2016 leitete er die Kampagne für den Vizepräsidentschaftskandidaten Mike Pence. Nach dem Wahlsieg ernannte ihn dieser im Juni 2017 zu seinem Stabschef. Ayers galt im Dezember 2018 als Favorit für die Nachfolge John F. Kellys als Stabschef des Weißen Hauses, er lehnte aber ab, weil er sich nur für die ersten drei Monate 2019 für die Aufgabe verpflichten lassen und dann mit seiner Familie nach Georgia zurückkehren wollte. Er kündigte an, zum Ende des Jahres aus seiner bisherigen Position auszuscheiden und dann für ein Super PAC zu arbeiten, das die Wiederwahlkampagne Präsident Trumps unterstützt. Sein Nachfolger wurde Marc Short.

### Familie
Ayers heiratete 2005 seine Freundin Jamie Floyd, mit der er seit Dezember 2012 Drillinge hat.